# Dickson (Oklahoma)
Dickson es un pueblo ubicado en el condado de Carter en el estado estadounidense de Oklahoma. En el año 2010 tenía una población de 1207 habitantes y una densidad poblacional de 32,8 personas por km².

## Geografía
Dickson se encuentra ubicado en las coordenadas 34°11′32″N 96°59′28″O / 34.19222, -96.99111 (34.192140, -96.991160). Según la Oficina del Censo de los Estados Unidos, Dickson tiene una superficie total de 14,2 mi² (36,8 km²), de la cual 14,2 mi² (36,8 km²) corresponden a tierra firme y 0 mi² (0 km²) es agua.

## Demografía
Según la Oficina del Censo en 2000 los ingresos medios por hogar en la localidad eran de $33,409 y los ingresos medios por familia eran $39,375. Los hombres tenían unos ingresos medios de $28,571 frente a los $21,188 para las mujeres. La renta per cápita para la localidad era de $14,821. Alrededor del 8.6% de la población estaban por debajo del umbral de pobreza.